# Gabez

## Opis
Gabez (Symphytum officinale L.) je steblika iz družine Boraginaceae s črno korenino, podobno repi in velikimi, širokimi listi, ki nosijo majhne, zvončaste bele ali rahlo vijolične ali roza cvetove. Izvira iz Evrope in raste na vlažnih, mokrih in travnatih površinah. Razširjen je v Veliki Britaniji na bregovih rek in v jarkih. Zaradi vsestranske uporabnosti in raznolikosti je gabez že dolgo poznan med vrtnarji in zeliščarji. Še posebej zanimiva je sorta Bocking 14 ruskega gabeza (Symphytum x uplandicum). Ta sorta je bila razvita v 50. letih dvajsetega stoletja, razvil pa jo je Lawrence D Hills. Lawrence D Hills je bil ustanovitelj Henry Doubleday Research Association (vrtnarska organizacija, ki se je poimenovala po kvekerskem pionirju, ki je ruski gabez predstavil v Veliki Britaniji v začetku 20. stoletja), ki je s svojimi poizkusi začel v kraju Bocking, blizu začetnega doma organizacije. Od tod tudi ime sorte Bocking 14.
Ostale vrste gabeza:
- Symphytum asperum, raskavi gabez (synonym: S. asperrimum)
- Symphytum bulbosum, čebulasti gabez
- Symphytum caucasicum, kavkaški gabez
- Symphytum ibericum, okrasni gabez
- Symphytum orientale, beli gabez, vzhodni gabez
- Symphytum tauricum, turški gabez, krimski gabez
- Symphytum tuberosum, gomoljasti gabez
- Symphytum x uplandicum, švedski gabez (S. asperum x officinale, sinonim: S. peregrinum)

(vse vrste gabeza so strupene, če jih uživamo)

## Razploditev
Sorta Bocking 14 je sterilna in zato tvorba semen ni mogoča (to pomeni, da se ta sorta ne more razrasti izven kontrole) in se zato razplojuje iz podtaknjencev. Vrtnar lahko vzgoji svoje poganjke iz odrasle, močno razrasle rastline tako, da rastlino odreže približno 8 centimetrov pod površino zemlje. To odstrani krono, ki se lahko nato razdeli na dele. Prvotna rastlina si bo hitro opomogla. Vsak odrezan del pa se lahko ponovno zasadi in bo hitro zrasel v novo rastlino. Pri izbiri podtaknjencev je pomembno, da za prvotno rastlino izberete rastlino, ki je močna in zdrava, brez znakov sneti in plesni. Ko boste ponovno zasajevali podtaknjence, pazite, da korenin ne odvržete na kompost, saj se lahko ponovno ukoreninijo. Ko se gabez enkrat nekontrolirano ukorenini, pa se ga je težko znebiti. Če želite ustvariti začeten nasad gabeza, lahko poganjke naročite pri specializiranih drevesnicah.

## Kultivacija
Greda za gabez mora biti pravilno in dobro pripravljena, opleta in pognojena, če je to mogoče. Poganjki naj bodo med sabo oddaljeni 60-90 centimetrov in ne pregloboko zasejani. Če sejete samo korenine, pa naj bodo zakopane približno 5 centimetrov pod zemljo. Greda mora biti dobro zalivana, dokler ne poženejo prve mlade rastline. Gabeza se prvo sezono naj ne bi želo, saj se mora na gredi utrditi. Katero koli cvetoče steblo se mora prvo leto odstraniti, saj bi oslabilo rastlino. Pomembno je, da gabez redno in dobro zalivate, dokler se na gredi ne utrdi.  
Gabez je hitro rastoča rastlina, ki ima veliko cvetov. To pomeni, da za svojo rast potrebuje veliko dušika. Ta rastlina bo rasla ne glede na vse, veliko lažje in bolje pa bo rasla, če okoli nje nasteljete steljo. Prav tako lahko okoli nje posujete pokošeno travo in ostala gnojila, bogata z dušikom. Gabez je ena izmed redkih rastlin, ki bo tolerirala dodatek svežega urina, razredčenega z vodo (50:50). Urin se ne sme dodajati prepogosto, saj se s tem lahko zvišajo količine soli v zemlji, kar pa lahko ima neugoden učinek na živali v zemlji (npr. črvi). Odrasel gabez se lahko žanje štiri do petkrat na leto. Rastlina je pripravljena na žetev, ko doseže višino 60 centimetrov. To je odvisno od sezonskih pogojev, po navadi pa se to zgodi v sredini pomladi. Gabez bo hitro ponovno zrasel in čez pet tednov bo pripravljen na ponovno žetev. Najboljši čas za žetev gabeza je preden zacveti. Takrat vsebuje največ snovi, ki jih želimo pridobiti. Z rastjo bo gabez nadaljeval vse v sredo jeseni, a žetev v jeseni ni več priporočljiva, saj si le tako lahko rastlina opomore pred zimo. Pozimi cvetovi namreč odpadejo, kar pomeni, da se hranilne snovi in minerali prenesejo nazaj v korenine, kjer se uporabljajo do prihodnje pomladi. Gabez nabiramo zgodaj spomladi (marca, aprila, maja) preden rastlina cveti, ali pa pozno jeseni (oktobra, novembra).
Gabez moramo nabirati tako, da ga odstrižemo s srpom ali koso. Rastlino moramo odrezati približno 5 centimetrov nad zemljo. Paziti moramo, kako rastlino nato poberemo, saj so listi in steblo prekriti z dlačicami, ki lahko vzdražijo kožo. Priporočljivo je, da med nabiranjem gabeza nosite rokavice. Čeprav je sterilen, se bo Bocking 14 Ruski gabez razraščal. Priporočljivo je, da ga zato razdelite vsakih nekaj let (in ob tem zasadite več rastlin, ki jih lahko nato delite z ostalimi vrtnarji). A ko je gabez enkrat zasejan, ga je težko odstraniti, saj ima zelo globoke korenine in vsak delček, ki bo ostal v zemlji, bo zrasel ponovno. Korenine so najzdravlnejši del gabeza saj so v njih najpomembnejše aktivne snovi kot so alantoin, rastlinska. sluz. in tanini. Rotovacija je uspešna, a potrebnih je nekaj sezon, da rastlino popolnoma odstranimo. Najboljši način, da se znebite gabeza je, da pazljivo izkopljete in odstranite čim več korenin. To je najlažje opraviti v vročih, suhih poletnih dneh, saj bo vročina pomagala uničiti vse ostanke korenin. Ko je gabez enkrat zasejan, z njim ne boste imeli večjih težav. Mogoče je, da se bodo oslabljene rastline okužile z rjo ali plesnijo. Obe okužbi sta glivni, a nobena ne vpliva na rast rastline in zato ne zahteva posebne pozornosti. A okužene rastline se naj ne bi uporabljale za razploditev.

## Uporaba v medicini
Sodobni zeliščarji smatrajo gabez za ambivalentno in kontroverzno rastlino, ki ima lahko terapevtske prednosti a lahko povzroči okvare jeter. 
Eno izmed domačih imen za gabez je tudi »kostni celivec«, ki nas opominja na tradicionalno rabo gabeza v zdravljenju. Moderna znanost potrjuje, da gabez lahko vpliva na proces celjenja kosti.
Rastlina vsebuje alantoin, snov, ki pospeši delitev celic in tako pospeši naravno obnavljanje človeških celic. Gabez se je uporabljal za zdravljenje različnih bolezni: bronhialnih težav, zlomov kosti, zvinov, artritisa, želodčnih ulkusov, hudih opeklin, aken in ostalih kožnih bolezni. Znan je bil po svojih sposobnostih, da izboljša trdnost kosti in zob pri otrocih. Prav tako se je uporabljal za zdravljenje »raznih ženskih bolezni«. V preteklosti so bile gabezove kopeli popularne, saj so z njimi obnovili himen in tako »povrnili deviškost«. Sestavine gabeza so tudi rastlinska sluz, steroidni saponini, tanini, pirolizidinski alkaloidi, inulin, vitamin B12 in proteini. 
Notranja uporaba gabeza ni zaželena, saj gabez vsebuje hepatotoksične pirolizidinske alkaloide. Vnos gabeza v telo lahko, zaradi pirolizidinskih alkaloidov, povzroči okluzijo ven, ki vodi v poškodbe jeter. Gabez, ki se je v telo vnesel v velikih količinah, je bil odgovoren za vsaj eno smrt. V letu 2001 je FDA izdala opozorilo pred notranjo uporabo zeliščnih produktov, ki vsebujejo gabez. Obstajajo metode, s katerimi lahko odstranimo pirolizidinske alkaloide iz gabeza. Nekateri proizvajalci rastlinskih izdelkov so s tem že pričeli, a ti izdelki so še vedno označeni »samo za zunanjo uporabo«. 
Velik vnos pirolizidinskega alkaloida Symphytine, ki se nahaja v gabezu, lahko povzroči raka pri podganah. To je bilo dokazano z injiciranjem čistega alkaloida. Pri transgenih podganah pa se je pokazalo, da lahko tudi vnos celotne rastline povzroči predrakave tvorbe.
V srednjem veku se je gabez uporabljal, da je pomagal lajšati pljučne bolezni, ki so bile posledica črne kuge.
Placebo kontrolirana študija, ki jo je objavil Giannetti in sod., je ugotovila, da gabez zniža bolečine v hrbtu, če se uporablja topikalno. Ni jasno, ali so ti rezultati dosegli statistično signifikantnost.

## Gnojilo
Gabez ima velik vir hranilnih snovi v organskem vrtnarstvu. Ker ima zelo globoke korenine, deluje kot dinamični nabiralec in nabira večino hranilnih snovi iz zemlje. Te hranilne snovi rastlina nato shrani v svojih listih, ki zelo hitro rastejo. Zaradi pomanjkanja vlaken se listi hitro odlomijo in se spremenijo v gosto črno tekočino. Gabez zemlje ne bo oropal dušika, saj je razmerje C:N v listih nižje kot tisto v dobro zgnitem kompostu. Gabez je odličen vir kalija, ki je nujno hranilo za rastline in produkcijo semen in sadja. Gabezovi listi vsebujejo 2-3x več kalija kot pa hlevski gnoj, saj ga gabez nabira globoko v zemlji, kjer po navadi ni dostopen drugim rastlinam.